# Petaurillus emiliae
Il petaurillo minore (Petaurillus emiliae Thomas, 1908) è un piccolo scoiattolo volante endemico del Borneo. Deve il nome scientifico ad Emilia Hose, moglie di Charles Hose, il naturalista inglese che ne catturò l'olotipo nel 1901.

## Descrizione
Il petaurillo minore è lo scoiattolo volante più piccolo del mondo: misura circa 13 cm, 6,2 dei quali costituiti dalla coda. Le regioni superiori sono di colore fulvo o rossiccio chiaro, con peli dalla base grigio scuro. Le guance sono marroncine e la regione ventrale è bianca; dietro a ogni orecchio è presente una macchia bianca e la coda è bruno-grigiastra con l'estremità bianca. Le orecchie sono lunghe, strette e appuntite.

## Distribuzione e habitat
Il petaurillo minore vive unicamente nelle foreste pluviali tropicali del Sarawak orientale.

## Biologia
La specie è nota unicamente a partire dall'olotipo e le sue abitudini sono quasi sconosciute. Tuttavia, così come le altre due specie del genere Petaurillus, è molto probabilmente arboricola e notturna.

## Conservazione
La specie è minacciata dalla deforestazione, ma le informazioni riguardo ad essa sono così poche che la IUCN la classifica tra le specie a status indeterminato.